# 柳雲龍
柳云龙（1968年4月7日—），本名柳永青，生于山东省济南市，中国大陆男导演、演员。柳毕业于北京电影学院，2006年因自导自演的电视剧《暗算》掀起国产剧谍战题材风潮而打开知名度，此后又因执导或出演多部谍战题材影视作品，更有“谍战剧教父”之称。

## 生平

### 早年
柳云龙的名字由他的奶奶所取，缘由是梦见「云中的龙」。柳云龙儿时性格顽劣、不爱学习，后来父親为其請來济南军区前卫话剧团的演员王延辉，啟蒙他對表演艺术的興趣；他还曾学习绘画和武术等项目。柳云龙虽然从小有军人梦，但到了1987年高中毕业时，他并未按父亲的期望去当兵，而是打算读电影。1989年，取得父亲同意的柳云龙先后到北京电影学院、中央戏剧学院和上海戏剧学院参加考试，均获录取。他在北影考试时，「形象」和「专业」两项都获满分，擔任柳云龙班指导老师的表演系教授李苒苒认为其“形象不错，声音也好，在当时的考生中非常拔尖”。

### 崭露头角
1989年，柳进入北影表演系。1990年，柳初次参演电影《青春无悔》。1993年毕业，到中央实验话剧院工作，但当时论资排辈的风气和北漂生活的窘迫让他有荒废时光之感，于是不到一年就辞职南下，到广东经商。在广东，柳开过广告公司，还搞过美发城和电器生意；这期间，柳还抱着玩票的心态在广州推出了一张个人专辑《我从不要求要你的一生》，其中《总想留住爱过的人》一曲获得了当年的岭南十大金曲奖。但就在这期间，柳云龙感到自己的兴趣还是在于表演。1996年，柳回到北京，经李苒苒介绍，与袁立合作主演吴天明导演的电影《非常爱情》，饰演在野外考察中因意外成为植物人的高材生“田力”。该片获得了1997年第4届中国电影华表奖优秀故事片奖，也让柳回归到演艺行业中。
此后柳陆续出演不少电视剧，大多演绎“伟光正”式的男一号；唯独在2002年的电视剧《公安局长》中，柳饰演表面温文尔雅但内心凶残扭曲、以商人身份为掩饰的黑社会分子“钟六一”，是柳为求突破而少有地出演反派，获得了不少影评人和观众的好评，广电总局的专家审片意见也对其表示赞赏。2003年的电影《玉观音》则是柳的另一次“求变”。包括柳本人在内的不少意见起初都对他是否适合出演原著中理想化色彩浓厚的白领青年“杨瑞”一角有所疑虑，认为他与原著人物相比在年龄和形象上都有距离；后来他与包括导演许鞍华在内的制作方沟通，得知电影设定相较原著人物年龄和基调要更偏向成熟和厚重，最终决定出演。

### 《暗算》成名
2003年，柳与他在两年前拍摄电视剧《隐姓埋名》时认识的制片人杨健合伙成立了北京东方联盟影视文化传播有限公司，柳任董事长；公司的第一个项目，是把麦家的小说《暗算》改编为电视剧。柳起初以监制身份参与该剧，但始终无法找到适合的导演，最终在杨健的鼓动下，柳成为了本剧的导演。2005年10月，柳云龙自导自演的电视剧《暗算》在山东影视频道首播，这是他的导演处女作，也是中华人民共和国建国以来国内首部以国家安全部门反间谍故事为题材的电视剧；同时，柳在剧中一人分饰安全部门“701”情报人员“安在天”及其父、中共地下党“钱之江”二角。该剧播出后在多地收视均高居榜首，DVD一度脱销，甚至在网上引起讨论热潮。柳凭借此剧走红，并由于此剧成为此后长达数年间国产剧谍战题材风潮的滥觞，而更被媒体冠以“谍战剧之父”的名头。身兼本剧编剧的麦家认为柳“作为导演很有才华，作为演员演得也很到位。……我接触的演员中，他的文学感觉是最好的”。
《暗算》成功后，柳云龙又出演及执导不少同类题材的影视作品，但在口碑和收视上都难称如人意。2010年，柳云龙自导自演的电影《东风雨》就出现评论上的两极分化，有意见认为该片台词过于“文艺腔”，影片结构设置、人物关系过于复杂，而柳云龙在片中的表演也被批评为“自恋”；但另一方面，也有意见认为这些都是柳个人风格的体现，也是对当时复杂的历史背景和谍报世界的还原。同时，本片投资近亿，但票房却表现不佳。

### “飘荡”五年的《风筝》
2012年9月，柳云龙自导自演的与李小冉、罗海琼等合作的电视剧《风筝》开机，柳在剧中饰演表面是军统王牌特工“鬼子六”、实际上是代号“风筝”的中共地下党“郑耀先”，2013年5月杀青，但到了2014年，该剧并未能在预定档期播出，而是被广电总局要求继续修改，审查修改意见中提到该剧存在包括“美化军统特工”等问题；此后，该剧经过数次删改后，最终于2017年底播映。在近五年的后期制作期间，柳云龙每天工作12个小时，在得知该剧可以播出后，柳云龙在微博写下“没有岁月可回头”；等到剧集快要播完的时候，他又发微博称“纠结……我尽力了，我真的尽力了”。《风筝》面世后获得高度评价，《解放军报》副刊文章称《风筝》“环环相扣的剧情悬念和设计，的确给观众带来极其强烈的观剧体验……《风筝》的编导显示了非凡的艺术才华和对精品的严苛追求。这也是作品能感动社会的关键所在”，认为其在“情感和使命的延展和撕扯中，展现了共产党人最坚定的革命信仰对人物形象的支撑。”；《人民日报》副刊文章称《风筝》“在触碰哲学观念方面，做了有益尝试。它试图探讨一些深奥的问题：人何以为人，一个人为什么会是“ 这个人”，信念有没有可能是一个人的本质需求。这些观念和故事并行，拔高了故事，也让故事获得无穷意味”。

## 作品

### 电视剧作品
| 首播年份 | 剧名         | 角色           | 备注                  |
| 1997年   | 凤求凰       | 司马相如       |                       |
| 1997年   | 古吴春秋     | 范蠡           |                       |
| 1998年   | 苦藤         | 陈继信         |                       |
| 1999年   | 与你同行     | 吴兴光         | 又名：生死同行        |
| 1999年   | 和平卫士     | 岑潇然         |                       |
| 2001年   | 义无反顾     | 宁 博          | 又名：背叛            |
| 2002年   | 隐姓埋名     | 姜 波          | [ 20 ]                |
| 2002年   | 公安局长     | 钟六一         | [ 21 ]                |
| 2002年   | 最后公诉     | 顾士杰         | 又名：逃出陷阱        |
| 2002年   | 非常案件     | 周 峰          | 又名：重案调查        |
| 2003年   | 天在上       | 曲 东          | [ 22 ]                |
| 2004年   | 变脸         | 滕 浩          | [ 23 ]                |
| 2004年   | 知情者       | 冷 超          | [ 24 ]                |
| 2004年   | 零距离       | 徐力成         | [ 25 ]                |
| 2004年   | 绿水英雌     | 张 朗          | 未上映                |
| 2004年   | 刑警使命     | 白海东         | 客串                  |
| 2006年   | 暗算         | 安在天、钱之江 | 兼导演、监制          |
| 2007年   | 功勋         | 廖飞、高桥浩   | [ 28 ]                |
| 2009年   | 血色迷雾     | 文 康          | 兼导演                |
| 2010年   | 告密者       | 龙 飞          | [ 29 ]                |
| 2010年   | 大西南剿匪记 | 刘大卯         | [ 30 ]                |
| 2011年   | 断刺         | 唐栋           | [ 31 ]                |
| 2011年   | 传奇之王     | 林天龙         | 兼导演、监制          |
| 2012年   | 铁血壮士     | 谢云汉         | [ 33 ]                |
| 2015年   | 海峡         | 杜荣林         | 又名:断桥，2012年拍攝 |
| 2017年   | 风筝         | 郑耀先         | 2013年拍攝，兼导演    |
| 2020年   | 胜算         | 唐飞           | 2015年拍攝，兼监制    |

### 电影作品
| 首映年份 | 剧名     | 角色     | 备注     |
| 1991年   | 青春无悔 | 胡松力   | [ 21 ]   |
| 1993年   | 英雄劫   | 钱二宝   | [ 21 ]   |
| 1993年   | 女警天职 | 公安助手 | 兼副导演 |
| 1997年   | 非常爱情 | 田 力    | [ 28 ]   |
| 2003年   | 玉观音   | 杨 瑞    | [ 19 ]   |
| 2005年   | 七夜     | 朱超明   | [ 38 ]   |
| 2010年   | 东风雨   | 安 明    | 兼导演   |
| 2010年   | 建党伟业 | 蔣百里   | [ 40 ]   |

### 音乐作品

#### 专辑
| 年份   | 發行日期 | 發行公司 | 專輯名稱             | 專輯類型   | 曲目 | 備註 |
| ------ | -------- | -------- | -------------------- | ---------- | --- | ---- |
| 1994年 | 1月1日   |          | 我从不要求要你的一生 | 录音室专辑 | 曲目 1. 我从不要求要你的一生 2. 总想留住爱过的人 3. 晓梦 4. 如果 5. 跟着我、放开自己 6. 喜欢你的笑容 7. 情之惑 8. 给我一个梦 9. 不要放弃 10. 木棉花 |      |

#### 单曲
| 年份 | 歌曲               | 备注                           |
| 2002 | 爱上了你，忘记了我 | 《隐姓埋名》片尾曲             |
| 2002 | 一生别无所求       | 《公安局长》主题曲，作词并演唱 |
| 2003 | 阳光快回来         | 《知情者》片尾曲 作词并演唱    |
| 2009 | 不再孤单           | 《血色迷雾》主题曲，作词并演唱 |
| 2010 | 告别               | 《东风雨》主题曲，作词         |

## 奖项
| 年份 | 頒獎禮                | 作品                 | 獎項                           | 結果 |
| ---- | --------------------- | -------------------- | ------------------------------ | ---- |
| 1994 | 十大金曲奖            | 《总想留住爱过的人》 | 十大金曲奖                     | 獲獎 |
| 2006 | 第23届中国电视金鹰奖  | 《暗算》             | 最佳长篇电视连续剧             | 提名 |
| 2006 | 娱乐中国·2006星光大典 | 《暗算》             | 新锐导演                       | 獲獎 |
| 2006 | 娱乐中国·2006星光大典 | 《暗算》             | 最受欢迎电视剧                 | 獲獎 |
| 2007 | 第15届春燕奖          | 《暗算》             | 组委会特别奖                   | 獲獎 |
| 2007 | 第15届春燕奖          | 《暗算》             | 最佳男主角                     | 獲獎 |
| 2007 | 第11届金凤凰奖        | 《非常爱情》         | 表演学会奖                     | 獲獎 |
| 2018 | 第29届中国电视金鹰奖  | 《风筝》             | 观众喜爱的男演员               | 提名 |
| 2018 | 第24届华鼎奖          | 《风筝》             | 最佳男主角                     | 提名 |
| 2020 | 第29届华鼎奖          | 《胜算》             | 中国近现代题材电视剧最佳男演员 | 提名 |
| 2020 | 第29届华鼎奖          | 《胜算》             | 全国观众最喜爱十佳演员         | 提名 |